# Campeonato Mundial de Peso Welter del CMLL
El Campeonato Mundial de Peso Wélter del CMLL es un campeonato de lucha libre profesional dentro del Consejo Mundial de Lucha Libre.

## Historia
A finales de 1980, el Consejo Mundial de Lucha Libre terminó su relación de trabajo con la National Wrestling Alliance para evitar las políticas impuestas por la NWA. En 1991, el CMLL decidió crear una serie de campeonatos mundiales, en los cuales se encontraba el de la división de peso wélter. El 15 de febrero de 1992 se llevó a cabo un torneo con cuatro participantes en la Arena Puebla para coronar al primer campeón. Los participantes de dicho torneo fueron América, El Khalifa, Felino y Fuerza Guerrera, saliendo este último como ganador.
|  | Semifinal       | Semifinal       | Semifinal       |   |  | Final | Final | Final |  |
|  |                 |                 |                 |   |  |       |       |       |  |
|  |                 |                 |                 |   |  |       |       |       |  |
|  | Fuerza Guerrera | Fuerza Guerrera | W               |   |  |       |       |       |  |
|  | Fuerza Guerrera | Fuerza Guerrera | W               |   |  |       |       |       |  |
|  | Felino          |                 |                 |   |  |       |       |       |  |
|  |                 | Fuerza Guerrera | Fuerza Guerrera | W |  |       |       |       |  |
|  |                 |                 |                 | W |  |       |       |       |  |
|  |                 |                 | El Khalifa      |   |  |       |       |       |  |
|  | América         |                 |                 |   |  |       |       |       |  |
|  |                 |                 |                 |   |  |       |       |       |  |
|  | El Khalifa      | El Khalifa      | W               |   |  |       |       |       |  |
|  | El Khalifa      | El Khalifa      | W               |   |  |       |       |       |  |
|  |                 |                 |                 |   |  |       |       |       |  |

En 1996 el campeonato quedó vacante después de que el entonces campeón, El Pantera, perdió el título a manos de Súper Delfín durante una gira por Japón, siendo su intención dejar el CMLL. Cuando la empresa se enteró de que El Pantera se iba, anuló el resultado de la lucha, no reconociendo el cambio de manos del título.
Posteriormente, se realizó un torneo de 16 luchadores para coronar a un nuevo campeón, en el que Máscara Mágica venció a Felino en la final, convirtiéndose así oficialmente en el séptimo Campeón Mundial de Peso Wélter. Tiempo después, Máscara Mágica derrotó a Súper Delfín para poner fin a cualquier especulación sobre el linaje del campeonato. El 27 de febrero de 1999, Súper Delfín derrotó a Olímpico en Nagoya, Japón, convirtiéndose así en campeón de manera oficial, luego de que cuando venció a El Pantera no le fuese reconocido su reinado. El título cambió dos veces de manos en Japón, hasta que en marzo de 2001 El Pantera derrotó a NOZAWA en la Ciudad de México, dejando el campeonato nuevamente en México.
Durante el evento FantasticaManía 2011, realizado por el Consejo Mundial de Lucha Libre y New Japan Pro Wrestling, Ryusuke Taguchi venció a Máscara Dorada, ganando el Campeonato Mundial de Peso Wélter y dejándolo una vez más en Japón.

## Campeones
El Campeonato Mundial de Peso Wélter del CMLL es el campeonato de la empresa, creado en 1992. El campeón inaugural fue Fuerza Guerrera, quien derrotó a El Khalifa en la final de un torneo en un House show y desde esto, ha habido 22 distintos campeones oficiales, repartidos en 34 reinados en total. Además, el campeonato ha sido declarado vacante en tres ocasiones a lo largo de su historia.
El reinado más largo en la historia del título le pertenece a Mephisto, quien mantuvo el campeonato por 1141 días en su primer reinado. Por otro lado, Máscara Mágica posee el reinado más corto en la historia del campeonato, con 6 días con el título en su haber.
En cuanto a los días en total como campeón (un acumulado entre la suma de todos los días de los reinados individuales de cada luchador), Mephisto también posee el primer lugar, con 2191 días como campeón en sus dos reinados. Le siguen El Felino (1309 días en sus 3 reinados), Máscara Dorada (1103 días en sus 4 reinados), Arkangel de la Muerte (905 días en su único reinado) y América/El Pantera (795 días en sus 3 reinados).
El campeón más joven en la historia es Místico, quien a los 21 años y 190 días derrotó a Mephisto en un Guadalajara Martes. En contraparte, el campeón más viejo es Negro Casas, quien a los 49 años y 66 días derrotó a Místico en Homenaje a Dos Leyendas. En cuanto al peso de los campeones, El Satánico es el más pesado con 97 kilogramos, mientras que Místico es el más liviano con 75 kilogramos.
Por último, Máscara Dorada es el luchador que más reinados posee con 4, seguido por Felino y El Pantera (3), Olímpico, Nosawa y Mephisto (2 reinados cada uno).

### Campeón actual
El campeón actual es Titán, quien se encuentra en su primer reinado como campeón. Titán ganó el campeonato luego de derrotar a Soberano Jr. el 8 de diciembre de 2019 en la final de un torneo en Domingos Arena México.
Titán registra hasta el 17 de marzo de 2025 las siguientes defensas televisadas:
1. vs. Soberano Jr. (25 de septiembre de 2020, CMLL Show Aniversario 87, Arena México)
2. vs. Negro Casas (27 de junio de 2021, Domingo Familiar de Arena México)
3. vs. Fugaz (17 de junio de 2022, Super Viernes de Arena México)
4. vs. Escualo (18 de junio de 2022, Batalla Real CWE, Costa Rica)
5. vs. Suicida (30 de septiembre de 2022, CMLL Noche de Campeones 2022, Arena México)
6. vs. Negro Casas (2 de enero de 2023, Lunes Arena Puebla)
7. vs. Soberano Jr. (27 de febrero de 2023, FantasticaMania 2023, Japón)
8. vs. Máscara Dorada (29 de septiembre de 2023, CMLL Noche de Campeones 2023, Arena México)
9. vs. Villano III Jr. (22 de septiembre de 2024, Domingo Familiar de Arena México)

### Lista de campeones
|    | Luchador              | N.º | Fecha                    | Días  | Show o evento           | Notas y referencias                                                                                              |
| -- | --------------------- | --- | ------------------------ | ----- | ----------------------- | --- |
| 1  | Fuerza Guerrera       | 1   | 15 de febrero de 1992    | 22    | Live event              | Derrotó a El Khalifa en la final de un torneo.                                                                   |
| 2  | América               | 1   | 8 de marzo de 1992       | 131   | Live event              | [ 2 ] |
| 3  | El Felino             | 1   | 17 de julio de 1992      | 308   | Live event              | [ 3 ] |
| 4  | Ciclón Ramírez        | 1   | 21 de mayo de 1993       | 313   | Live event              | [ 4 ] |
| 5  | El Felino             | 2   | 30 de marzo de 1994      | 83    | Live event              | [ 5 ] |
| 6  | El Pantera            | 2   | 21 de junio de 1994      | 633   | Live event              | Antes conocido como América.                                                                                     |
| —  | Vacante               | —   | 15 de marzo de 1996      | —     | N/A                     | El campeonato quedó vacante cuando Pantera perdió el título ante Super Delfín sin que fuera sancionado por CMLL. |
| 7  | Máscara Mágica        | 1   | 21 de mayo de 1996       | 73    | Martes de Coliseo       | Derrotó a El Felino en la final de un torneo.                                                                    |
| 8  | Guerrero de la Muerte | 1   | 2 de agosto de 1996      | 517   | Live event              | [ 8 ] |
| 9  | Máscara Mágica        | 2   | 31 de enero de 1998      | 6     | Live event              | [ 9 ] |
| 10 | Karloff Lagarde Jr.   | 1   | 6 de febrero de 1998     | 221   | Live event              | [ 10 ] |
| 11 | Olímpico              | 1   | 15 de septiembre de 1998 | 38    | Martes de Coliseo       | [ 11 ] |
| 12 | Halcón Negro          | 1   | 23 de octubre de 1998    | 51    | Super Viernes           | [ 12 ] |
| 13 | Olímpico              | 2   | 15 de septiembre de 1998 | 76    | Live event              | [ 13 ] |
| 14 | Super Delfín          | 1   | 27 de febrero de 1999    | 164   | Live event              | [ 14 ] |
| 15 | Arkangel de la Muerte | 1   | 10 de agosto de 1999     | 905   | Live event              | [ 15 ] |
| 16 | Nosawa                | 1   | 2 de enero de 2001       | 60    | Live event              | [ 16 ] |
| 17 | El Pantera            | 3   | 2 de marzo de 2001       | 31    | Live event              | [ 17 ] |
| 18 | Nosawa                | 2   | 2 de abril de 2001       | 172   | Lunes Arena Puebla      | [ 18 ] |
| 19 | El Felino             | 3   | 21 de septiembre de 2001 | 795   | Super Viernes           | [ 19 ] |
| 20 | El Satánico           | 1   | 23 de noviembre de 2003  | 91    | Martes de Coliseo       | [ 20 ] |
| 21 | Mephisto              | 1   | 24 de febrero de 2004    | 1141  | Martes de Coliseo       | [ 21 ] |
| 22 | Místico               | 1   | 10 de abril de 2007      | 710   | Guadalajara Martes      | [ 22 ] |
| 23 | Negro Casas           | 1   | 20 de marzo de 2009      | 536   | Homenaje a Dos Leyendas | [ 23 ] |
| 24 | Máscara Dorada        | 1   | 7 de septiembre de 2010  | 137   | Martes Arena México     | [ 24 ] |
| 25 | Ryusuke Taguchi       | 1   | 22 de enero de 2011      | 147   | FantasticaManía         | [ 25 ] |
| 26 | Máscara Dorada        | 2   | 18 de junio de 2011      | 512   | Dominion 6.18           | [ 26 ] |
| 27 | Pólvora               | 1   | 11 de noviembre de 2012  | 462   | Domingos Arena México   | [ 27 ] |
| 28 | Místico (II)          | 1   | 16 de febrero de 2014    | 276   | Domingos Arena México   | [ 28 ] |
| —  | Vacante               | —   | 19 de noviembre de 2014  | —     | N/A                     | Debido a que Místico sufrió una lesión grave por un accidente de motocicleta.                                    |
| 29 | Máscara Dorada        | 3   | 2 de enero de 2015       | 351   | Super Viernes           | Derrotó a Negro Casas en la final de un torneo.                                                                  |
| 30 | Bushi                 | 1   | 19 de diciembre de 2015  | 34    | Road to Tokyo Dome      | [ 30 ] |
| 31 | Máscara Dorada        | 4   | 22 de enero de 2016      | 103   | FantasticaManía         | [ 31 ] |
| 32 | Mephisto              | 2   | 4 de mayo de 2016        | 1049  | Martes Arena Mexico     | [ 32 ] |
| 33 | Dragon Lee            | 1   | 19 de marzo de 2019      | 193   | Martes Arena México     | [ 33 ] |
| —  | Vacante               | —   | 28 de septiembre de 2019 | —     | N/A                     | Debido a que Lee fue despedido de la empresa.                                                                    |
| 34 | Titán                 | 1   | 8 de diciembre de 2019   | 1926+ | Domingos Arena México   | Derrotó a Soberano Jr. en la final de un torneo.                                                                 |

### Total de días con el título
La siguiente lista muestra el total de días que un luchador ha poseído el campeonato, si se suman todos los reinados que posee. 
A la fecha del 17 de marzo de 2025.
| + | Indica el campeón actual |

| N.º | Campeón               | Reinados | Total de días |
| --- | --------------------- | -------- | ------------- |
| 1   | Mephisto              | 2        | 2191          |
| 2   | Titán                 | 1        | 1926+         |
| 3   | El Felino             | 3        | 1186          |
| 4   | Máscara Dorada        | 4        | 1103          |
| 5   | Arkangel de la Muerte | 1        | 905           |
| 6   | América/El Pantera    | 3        | 795           |
| 7   | Místico               | 1        | 710           |
| 8   | Guerrero de la Muerte | 1        | 547           |
| 9   | Negro Casas           | 1        | 536           |
| 10  | Pólvora               | 1        | 462           |
| 11  | Ciclón Ramírez        | 1        | 313           |
| 12  | Místico (II)          | 1        | 276           |
| 13  | Karloff Lagarde Jr.   | 1        | 221           |
| 14  | Nosawa                | 2        | 203           |
| 15  | Dragon Lee            | 1        | 193           |
| 16  | Super Delfín          | 1        | 164           |
| 17  | Ryusuke Taguchi       | 1        | 147           |
| 18  | Olímpico              | 2        | 114           |
| 19  | El Satánico           | 1        | 91            |
| 20  | Máscara Mágica        | 1        | 79            |
| 21  | Bushi                 | 1        | 34            |
| 22  | Fuerza Guerrera       | 1        | 22            |

### Mayor cantidad de reinados
| Reinados | Luchador (es)              |
| -------- | -------------------------- |
| 4 veces  | Máscara Dorada             |
| 3 veces  | El Felino, El Pantera      |
| 2 veces  | Olímpico, Nosawa, Mephisto |